# Lipová (okres Zlín)
Lipová je obec v okrese Zlín ve Zlínském kraji. Leží čtyři kilometry severně od města Slavičín. Žije zde 365 obyvatel.

## Historie
První písemná zmínka o obci pochází z roku 1362.

## Obyvatelstvo
| Rok            | 1869 | 1880 | 1890 | 1900 | 1910 | 1921 | 1930 | 1950 | 1961 | 1970 | 1980 | 1991 | 2001 | 2011 | 2021 |
| -------------- | ---- | ---- | ---- | ---- | ---- | ---- | ---- | ---- | ---- | ---- | ---- | ---- | ---- | ---- | ---- |
| Počet obyvatel | 386  | 384  | 444  | 438  | 487  | 479  | 430  | 415  | 423  | 413  | 356  | 313  | 300  | 339  | 336  |
| Počet domů     | 73   | 76   | 74   | 76   | 81   | 82   | 85   | 95   | 97   | 96   | 92   | 103  | 102  | 112  | 116  |

## Obecní správa
Mezi lety 1850–1979 Lipová byla obcí v okrese Uherský Brod (1850–1930), posléze v okrese Valašské Klobouky (1950) a později v okrese Gottwaldov. Od 1. ledna 1980 do 31. prosince 1991 patřila jako část města k Slavičínu v okrese Zlín (od 1. ledna 1980 do 31. prosince 1989 okres Gottwaldov) a od 1. ledna 1992 je opět samostatnou obcí.

### Obecní symboly
Znak a vlajka byly obci uděleny rozhodnutím předsedy Poslanecké sněmovny Parlamentu České republiky dne 21. dubna 2020.

## Pamětihodnosti
- Kaplička Panny Marie
- Kaple svatého Václava
- Kříž u zvonice

## Galerie

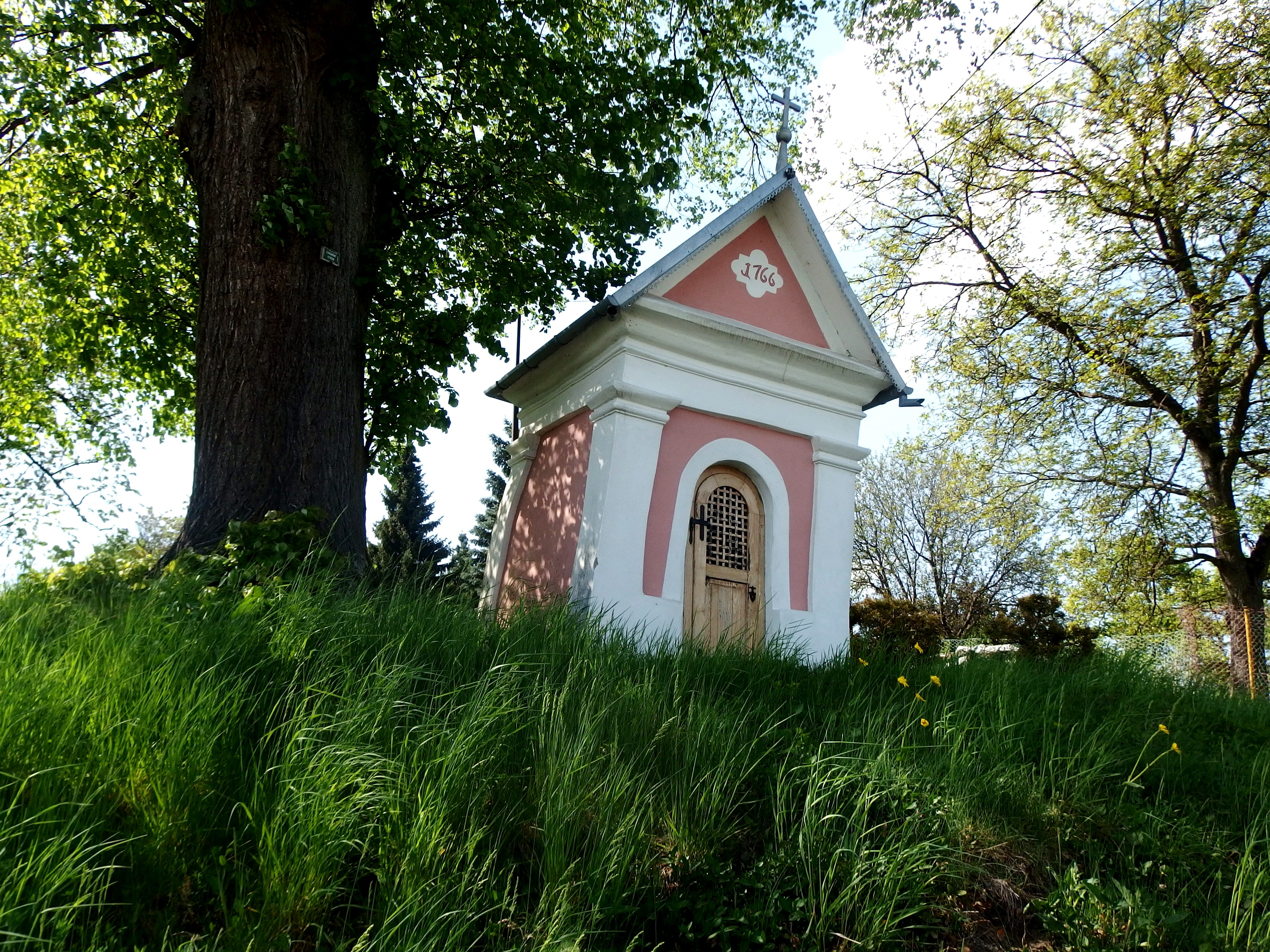
Kaplička Panny Marie z roku 1766
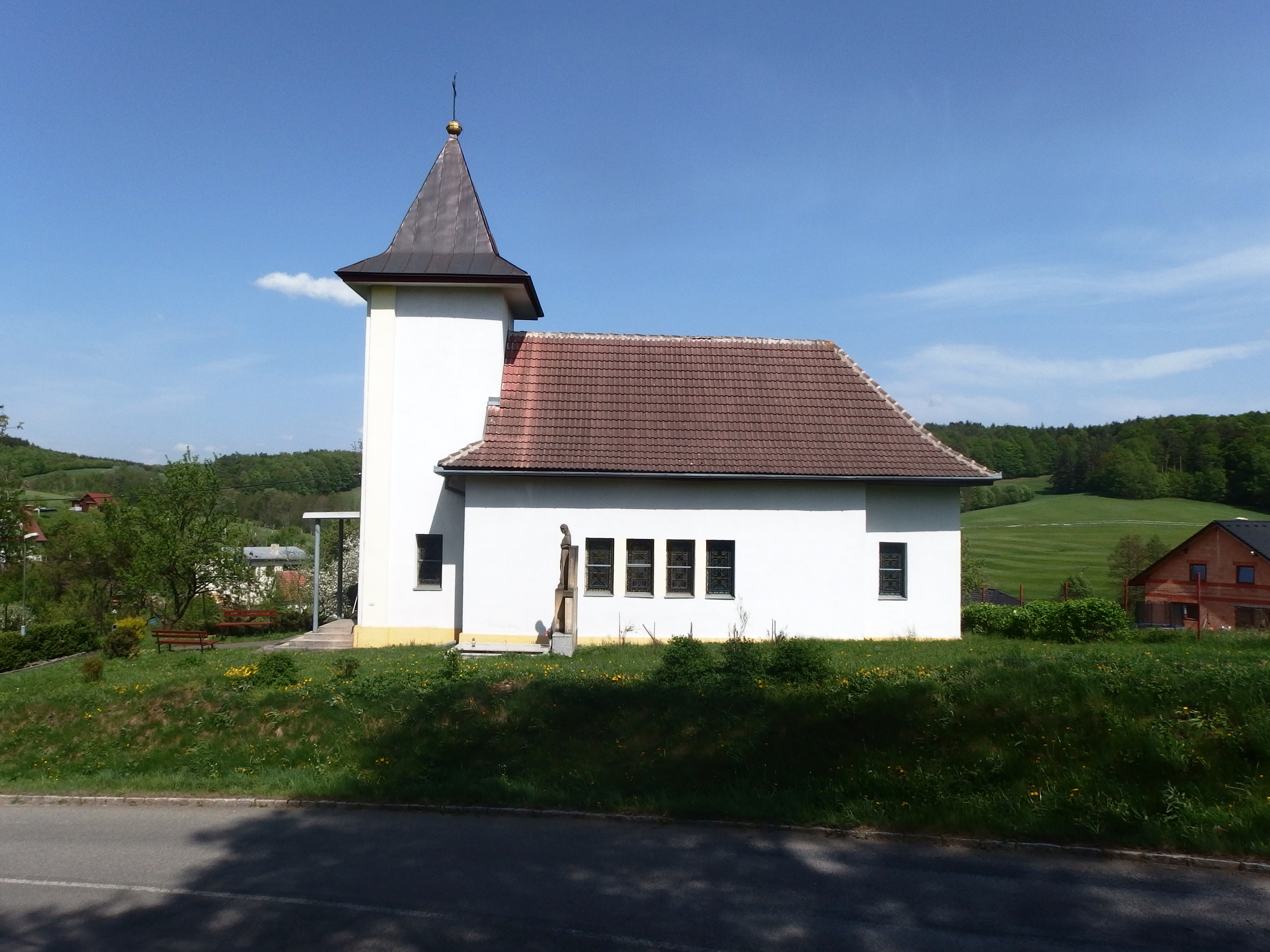
Novodobá kaple svatého Václava
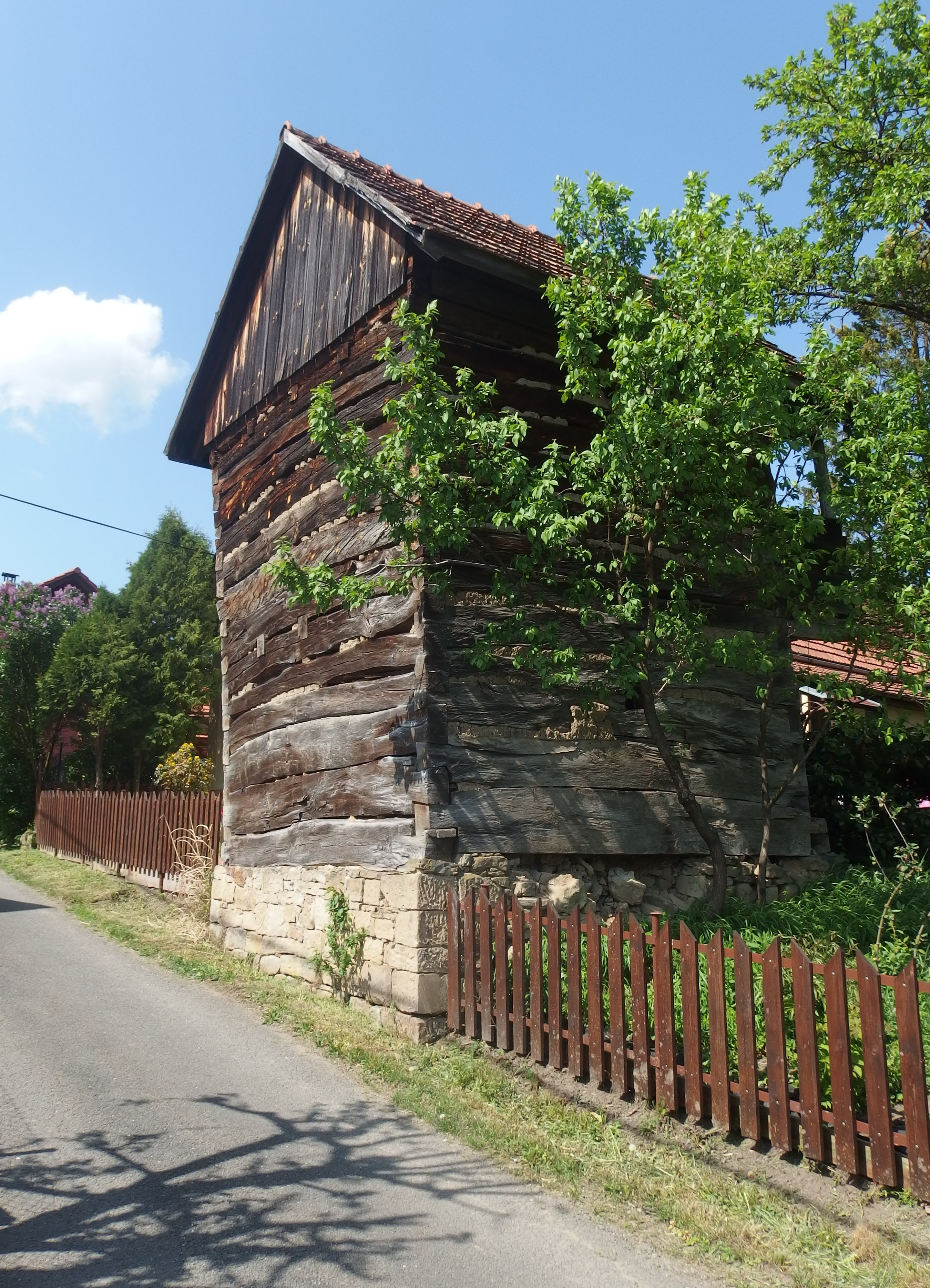
Špýchar usedlosti č. p. 22
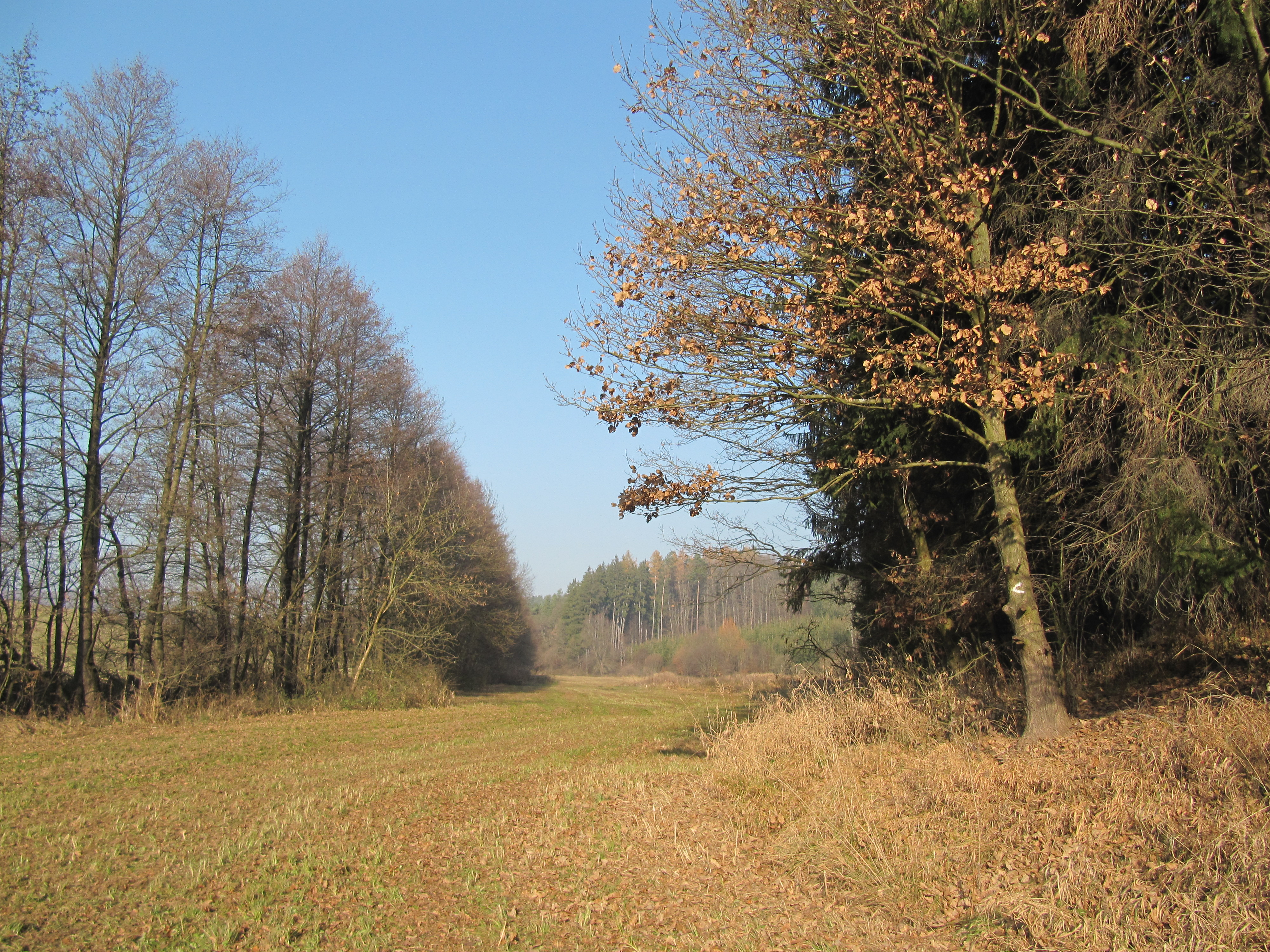
Údolí Lipovského potoka